# Слинчево
Сли́нчево (болг. Слънчево) — село у Варненській області Болгарії. Входить до складу общини Аксаково.

## Населення
За даними перепису населення 2011 року у селі проживали 729 осіб.
Національний склад населення села:
| Національність   | Кількість осіб | Відсоток |
| ---------------- | -------------- | -------- |
| болгари          | 476            | 65,8%    |
| цигани           | 190            | 26,3%    |
| турки            | 45             | 6,2%     |
| інша             | 4              | 0,6%     |
| не визначились   | 8              | 1,1%     |
| Всього відповіли | 723            |          |

Розподіл населення за віком у 2011 році:
Динаміка населення: